# Аміни

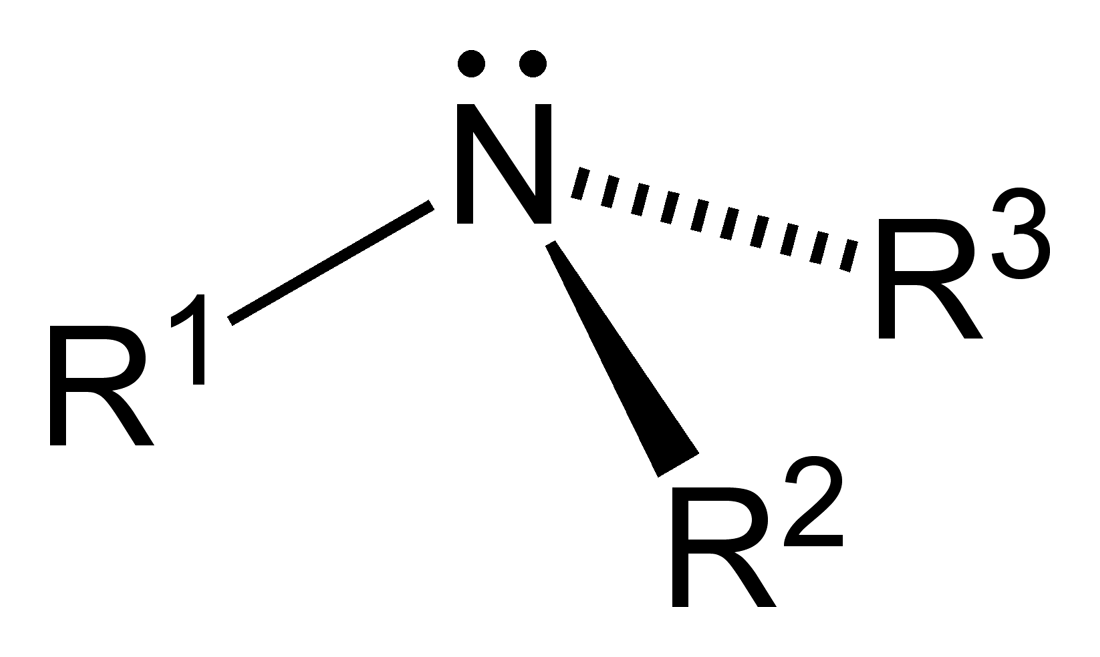
Загальна формула амінів

Амі́ни — азотовмісні органічні хімічні сполуки, похідні аміаку (NH3), в якому щонайменш один атом водню заміщений аліфатичним або ароматичним вуглеводневим фрагментом.

## Загальний опис
Якщо амін містить одну вуглеводневу групу, він називається первинним аміном (формула RNH2), якщо дві — вторинним аміном (R2NH), а якщо три — третинним аміном (R3N). Четвертинні аміни мають чотири замісники на атомі азоту, внаслідок чого вони мають електричний заряд +1.
Залежно від природи радикалів аміни називаються: аліфатичними, ароматичними та гетероциклічними; останній термін стосується азотовмісних гетероциклів. Нижчі аліфатичні аміни — гази, вищі — рідини й тверді речовини. Аміни з коротким вуглеводневим ланцюгом добре розчинюються у воді, зі збільшенням довжини вуглеводневого радикала розчинність амінів зменшується. Найважливішим ароматичним аміном є анілін.

## Отримання
Оскільки атом азоту в амінах формально має ступінь окиснення -III, їх отримують відновленням інших азотовмісних органічних сполук (нітро- та нітрозосполук, а також алкілгідроксиламінів, нітрилів тощо). Для цього застосовується реакція гідрогенування в присутності нікелевого каталізатора:
{\displaystyle {\ce {R-NO2 +H2 ->[-H_2O]R-NO +2H2 ->[-H_2O]R-NH2}}}
{\displaystyle {\ce {R-C#N +2H2 ->[Ni]R-CH2-NH2}}}
Також аміни можна отримати прямим алкілюванням аміаку. Для цього до надлишку аміаку додають, наприклад, йодметан. Потім до солі, що утворилася, додають аміак:
{\displaystyle {\ce {NH3 +CH3+I- -> [CH3-NH3]+I- +NH3 <=> CH3-NH2 +[NH4]+I-}}}
Проте, недоліками цього методу є замалий спектр можливих продуктів, а також неможливість контролювати перебіг реакції: так, щойно утворені первинні аміни охоче реагують з наступним еквівалентом йодоалкану, утворюючи вторинні, третинні, і навіть четвертинні аміни.
Аміак також можна алкілювати за допомогою спиртів. Цим способом можна отримати  первинні, вторинні й третинні аміни:
{\displaystyle {\ce {NH3 +R-OH ->[450 ^oC]NH2-R +H2O}}}
{\displaystyle {\ce {NH2-R +R-OH ->[450^oC]R-NH-R +H2O}}}
{\displaystyle {\ce {R-NH-R +R-OH ->[450^oC]R3-N +H2O}}}
Ще аміни можна отримати шляхом додавання аміаку до альдегідів та кетонів і послідовним каталітичним гідрогенуванням утвореного іміну:
{\displaystyle {\ce {R-CO-R +NH3 ->[-H_2O]R-C(=NH)-R ->[H_2][Ni]R-CH(NH2)-R}}}
Для отримання вторинних амінів замість аміаку використовують первинні аміни, а для третинних — вторинні.
Аміни також отримують дією на аміди карбонових кислот розчинів брому (хлору) у гідроксиді калію (натрію); ця реакція відома як перегрупування за Гофманом. Вона протікає в декілька етапів:
1. Спочатку молекула брому взаємодіє з амідом, заміщуючи атом водню на атом брому:  {\displaystyle {\ce {R-CO-NH2 +Br2 ->R-CO-NHBr +HBr}}} (луг нейтралізує кислоту, яка утворилася)
2. Далі гідроксид калію розпадається на іони. Гідроксид-іон відриває від молекули, що утворилася, протон, а його місце займає іон калію:  {\displaystyle {\ce {R-CO=NBr- H+ +K+OH- ->R-CO-NBr- K+ +H2O}}}
3. Потім від цієї молекули відщеплюється бромід калію:  {\displaystyle {\ce {R-CO-NBr- K+ ->R=CO-N +K+ Br-}}}
4. Молекула, яка залишилася, нестабільна, тому атом азоту переходить у місце між радикалом та карбонілом: {\displaystyle {\ce {R-CO-N ->R-N=CO}}}
5. До цієї молекули приєднується молекула води, яка утворилася на другому етапі реакції. Атом кисню приєднується до карбонільної групи, утворюючи вуглекислий газ, а два атоми водню — до атома азоту: {\displaystyle {\ce {R-N=CO +H2O ->R-NH2 +CO2}}}

Первинні аміни також можна селективно отримати за допомогою синтезу Габрієля:

## Хімічні властивості

### Основні властивості
Аміни проявляють основні властивості через наявність у атома азоту неподіленої електронної пари. При взаємодії з кислотами вони утворюють амонієві солі:
{\displaystyle {\ce {R-NH2 +HCl -> [R-NH3]+Cl-}}}
Основні властивості в аліфатичних амінів проявляються сильніше, ніж в аміаку. У вторинних вони проявляються сильніше, ніж у первинних,  а у третинних — найсильніше. Це пов'язано з +I-еффектом радикалів: електронна густина на атомі азоту збільшується, внаслідок чого він сильніше притягує протон.
Проте це правило не працює, якщо амін знаходиться у водному розчині: вторинні аміни сильніші за третинні. Це пов'язано з тим, що стійкість катіона збільшується при наявності сольватної оболонки. Сольватна оболонка утворюється завдяки водневим зв'язкам між атомом кисню з води та атомом гідрогену з аміна, доступ до якого у третинних амінів утруднений.
Але основні властивості ароматичних амінів проявляються слабше, ніж в аміаку через спряження неподіленої електронної пари нітрогену з π-електронами ароматичного ядра.

### Взаємодія з нітритною кислотою

#### Аліфатичні аміни
Однією з важливих реакцій аліфатичних амінів є взаємодія їх з HNO2: первинні аміни при цьому утворюють спирти, вторинні — нітрозаміни, третинні не реагують.
{\displaystyle {\ce {R-NH2 +HNO2 ->R-OH +H2O +N2}}}
{\displaystyle {\ce {R-NH-R +HNO2 ->R-N(NO)-R +H2O}}}
Реакція протікає у декілька етапів:
1. Спочатку нітритна кислота реагує з іншою сильною кислотою (наприклад, хлоридною або сульфатною) і приєднує протон, утворюючи протоновану кислоту {\displaystyle {\ce {H2+NO2}}}.
2. Далі ця протонована кислота може розпастися на нітрозоній-катіон та воду:  {\displaystyle {\ce {H2+NO2 <=>H2O +NO+}}}
3. Нітрозоній-катіон приєднується до іншої молекули HNO2, утворюючи триоксид діазоту:{\displaystyle {\ce {N=O+ +H-O-N=O <=> H+ +O=N-O-N=O}}}
4. Триоксид діазоту розпадається на О-N=O та N=O. O-N=O відщеплює атом водню від аміногрупи, а нітрозогрупа приєднується на його місце, утворюючи нітрозамін: {\displaystyle {\ce {R-NH2 +O=N-O-N=O <=>R-NH-N=O +HNO2}}} або {\displaystyle {\ce {R-NH-R +O=N-O-N=O <=>R-N(N=O)-R +HNO2}}} На цьому етапі реакція для вторинних амінів завершується. У подальших етапах беруть участь лише первинні аміни.
5. Нітрозамін, що утворився, може перейти в діазогідрат: {\displaystyle {\ce {R-NH-N=O <=>R-N=N-OH}}}
6. Діазогідрат приєднує протон, а потім від цього катіона відщеплюється вода: {\displaystyle {\ce {R-N=N-OH +H+ ->R-N=N-OH2+ ->R-N=N+ +H2O}}}
7. Від нітрена, який утворився, відщеплюється азот: {\displaystyle {\ce {R-N2+ ->R+ +N2}}}
8. До радикал-іона приєднується молекула води, утворюючи оксонієвий катіон, від якого відривається протон: {\displaystyle {\ce {R+ +H2O ->R-O+H2 ->R-OH +H+}}}

#### Ароматичні аміни
(Про реакцію первинних амінів)
Ароматичні аміни також по-різному реагують з нітритною кислотою в залежності від порядку аміна. Первинні ароматичні аміни у кислому середовищі утворюють діазосполуки:
{\displaystyle {\ce {Ar-NH2 + H-O-NO + HCl -> [Ar-N#N]+ Cl- + 2H2O}}}
Вторинні ароматичні аміни так само як і аліфатичні, утворюють нітрозоаміни. При нагріванні нітрозогрупа вступає в реакцію перегрупування, внаслідок чого утворюються п-нітрозоалкіл(або арил)аніліни:
{\displaystyle {\ce {C6H5-NH-R + H-O-NO ->[-H_2O]C6H5-N(NO)-R ->[t]ON-C6H4-NH-R}}}
Третинні ароматичні аміни утворюють п-(або о-, якщо п-положення зайняте)нітрозопохідні:
{\displaystyle {\ce {C6H5-NR2 +HO-NO ->ON-C6H4-NR2 + H2O}}}

## Застосування
Аміни широко використовуються в анілофарбувальній та фармацевтичній промисловості, наприклад, як складники реагентів при флотації та масляній агломерації (грануляції, флокуляції) вугілля.